# Nicolás Almagro
Nicolas Almagro Sanchez (tiếng Tây Ban Nha: Nicolás Almagro Sánchez; sinh ngày 21 tháng 8 năm 1985 ở Murcia, Tây Ban Nha) là một cựu vận động viên quần vợt chuyên nghiệp người Tây Ban Nha. Anh lọt vào tứ kết giải Pháp mở rộng vào các năm 2008, 2010 và 2012 (thua Rafael Nadal, nhà vô địch chung cuộc của giải đấu), cũng như vào tứ kết giải Úc mở rộng năm 2013 (thua David Ferrer sau khi thắng 2 séc đầu). Vào đến tứ kết chính là thành tích tốt nhất của Almagro ở các giải Grand Slam. Almagro đã giành được 13 danh hiệu đơn và anh ấy đã đạt được thứ hạng đơn cao nhất trong sự nghiệp là Số 9 Thế giới vào tháng 5 năm 2011.
Sau khi giải nghệ, Almagro bắt đầu huấn luyện tay vợt nữ người Mỹ Danielle Collins.

## Đời tư
Almagro kết hôn với Rafi Lardín vào ngày 6 tháng 12 năm 2015. Họ chào đón đứa con đầu lòng là một bé trai vào năm 2017.

## Danh hiệu

### Đơn: 23 (13 danh hiệu, 10 á quân)
| Giải đấu                          |
| --------------------------------- |
| Grand Slam tournaments (0–0)      |
| ATP World Tour Finals (0–0)       |
| ATP World Tour Masters 1000 (0–0) |
| ATP World Tour 500 Series (2–3)   |
| ATP World Tour 250 Series (11–7)  |

| Mặt sân        |
| -------------- |
| Cứng (0–0)     |
| Đất nện (12–9) |
| Cỏ (0–0)       |
| Thảm (0–0)     |

| Titles by setting  |
| ------------------ |
| Ngoài trời (13–10) |
| Trong nhà (0–0)    |

| Kết quả | Số thứ tự | Ngày                | Giải đấu                                                      | Mặt sân     | Đối thủ             | Tỷ số                   |
| ------- | --------- | ------------------- | ------------------------------------------------------------- | ----------- | ------------------- | ----------------------- |
| Vô địch | 1.        | 16 tháng 4 năm 2006 | Open de Tenis Comunidad Valenciana, Valencia, Tây Ban Nha     | Đất nện     | Gilles Simon        | 6–2, 6–3                |
| Vô địch | 2.        | 15 tháng 4 năm 2007 | Open de Tenis Comunidad Valenciana, Valencia, Tây Ban Nha (2) | Đất nện     | Potito Starace      | 4–6, 6–2, 6–1           |
| Á quân  | 1.        | 15 tháng 7 năm 2007 | Swedish Open, Båstad, Thụy Điển                               | Đất nện     | David Ferrer        | 2–6, 1–6                |
| Vô địch | 3.        | 17 tháng 2 năm 2008 | Brasil Open, Costa do Sauípe, Brazil                          | Đất nện     | Carlos Moyà         | 7–6(7–4), 3–6, 7–5      |
| Vô địch | 4.        | 1 tháng 3 năm 2008  | Abierto Mexicano Telcel, Acapulco, Mexico                     | Đất nện     | David Nalbandian    | 6–1, 7–6(7–1)           |
| Á quân  | 2.        | 20 tháng 4 năm 2008 | Open de Tenis Comunidad Valenciana, Valencia, Tây Ban Nha     | Đất nện     | David Ferrer        | 6–4, 2–6, 6–7(2–7)      |
| Vô địch | 5.        | 28 tháng 2 năm 2009 | Abierto Mexicano Telcel, Acapulco, Mexico (2)                 | Đất nện     | Gaël Monfils        | 6–4, 6–4                |
| Vô địch | 6.        | 18 tháng 7 năm 2010 | Swedish Open, Båstad, Thụy Điển                               | Đất nện     | Robin Söderling     | 7–5, 3–6, 6–2           |
| Vô địch | 7.        | 1 tháng 8 năm 2010  | Swiss Open, Gstaad, Thụy Sĩ                                   | Đất nện     | Richard Gasquet     | 7–5, 6–1                |
| Vô địch | 8.        | 12 tháng 2 năm 2011 | Brasil Open, Costa do Sauípe, Brazil (2)                      | Đất nện     | Alexandr Dolgopolov | 6–3, 7–6(7–3)           |
| Vô địch | 9.        | 20 tháng 2 năm 2011 | Copa Claro, Buenos Aires, Argentina                           | Đất nện     | Juan Ignacio Chela  | 6–3, 3–6, 6–4           |
| Á quân  | 3.        | 26 tháng 2 năm 2011 | Abierto Mexicano Telcel, Acapulco, Mexico                     | Đất nện     | David Ferrer        | 6–7(4–7), 7–6(7–2), 2–6 |
| Vô địch | 10.       | 21 tháng 5 năm 2011 | Open de Nice Côte d'Azur, Nice, Pháp                          | Đất nện     | Victor Hănescu      | 6–7(5–7), 6–3, 6–3      |
| Á quân  | 4.        | 24 tháng 7 năm 2011 | German Open Tennis Championships, Hamburg, Đức                | Đất nện     | Gilles Simon        | 4–6, 6–4, 4–6           |
| Vô địch | 11.       | 19 tháng 2 năm 2012 | Brasil Open, São Paulo, Brazil (3)                            | Đất nện (i) | Filippo Volandri    | 6–3, 4–6, 6–4           |
| Á quân  | 5.        | 26 tháng 2 năm 2012 | Copa Claro, Buenos Aires, Argentina                           | Đất nện     | David Ferrer        | 6–4, 3–6, 2–6           |
| Vô địch | 12.       | 26 tháng 5 năm 2012 | Open de Nice Côte d'Azur, Nice, Pháp (2)                      | Đất nện     | Brian Baker         | 6–3, 6–2                |
| Á quân  | 6.        | 15 tháng 7 năm 2012 | Swedish Open, Båstad, Thụy Điển (2)                           | Đất nện     | David Ferrer        | 2–6, 2–6                |
| Á quân  | 7.        | 14 tháng 4 năm 2013 | U.S. Men's Clay Court Championships, Houston, Mỹ              | Đất nện     | John Isner          | 3–6, 5–7                |
| Á quân  | 8.        | 28 tháng 4 năm 2013 | Barcelona Open, Barcelona, Tây Ban Nha                        | Đất nện     | Rafael Nadal        | 4–6, 3–6                |
| Á quân  | 9.        | 13 tháng 4 năm 2014 | U.S. Men's Clay Court Championships, Houston, Mỹ (2)          | Đất nện     | Fernando Verdasco   | 3–6, 6–7(4–7)           |
| Á quân  | 10.       | 14 tháng 2 năm 2016 | Argentina Open, Argentina                                     | Đất nện     | Dominic Thiem       | 6–7(2–7), 6–3, 6–7(4–7) |
| Vô địch | 13,>      | 1 tháng 5 năm 2016  | Estoril Open, Bồ Đào Nha                                      | Đất nện     | Pablo Carreño Busta | 6–7(6–8), 7–6(7–5), 6–3 |

### Đôi: 2 (1 danh hiệu, 1 á quân)
| Giải đấu                          |
| --------------------------------- |
| Grand Slam tournaments (0–0)      |
| ATP World Tour Finals (0–0)       |
| ATP World Tour Masters 1000 (0–0) |
| ATP World Tour 500 Series (0–0)   |
| ATP World Tour 250 Series (1–1)   |

| Mặt sân       |
| ------------- |
| Cứng (0–0)    |
| Đất nện (1–1) |
| Cỏ (0–0)      |
| Thảm (0–0)    |

| Titles by setting |
| ----------------- |
| Ngoài trời (1–1)  |
| Trong nhà (0–0)   |

| Kết quả | Số thứ tự | Ngày                | Giải đấu                                  | Mặt sân | Đối tác          | Đối thủ                          | Tỷ số            |
| ------- | --------- | ------------------- | ----------------------------------------- | ------- | ---------------- | -------------------------------- | ---------------- |
| Á quân  | 1.        | 22 tháng 2 năm 2009 | ATP Buenos Aires, Buenos Aires, Argentina | Đất nện | Santiago Ventura | Marcel Granollers Alberto Martín | 3–6, 7–5, [8–10] |
| Vô địch | 1.        | 8 tháng 8 năm 2015  | Austrian Open Kitzbühel, Kitzbühel, Áo    | Đất nện | Carlos Berlocq   | Robin Haase Henri Kontinen       | 5–7, 6–3, [11–9] |